# Сан-Лука
Сан-Лука (итал. San Luca) — коммуна в Италии, располагается в регионе Калабрия, подчиняется административному центру Реджо-Калабрия.
Население составляет 4106 человек, плотность населения составляет 39 чел./км². Занимает площадь 104 км². Почтовый индекс — 89030. Телефонный код — 0964.
Покровителем коммуны почитается святой апостол и евангелист Лука. Праздник ежегодно празднуется 18 октября.
Сан-Лука является основной «базой» одной из самых влиятельных итальянских мафиозных группировок Ндрангета.

## Известные уроженцы
- Альваро, Коррадо (1895—1956) — итальянский писатель.